# 5731 Zeus
5731 Zeus (1988 VP4) là một tiểu hành tinh Apollo và gần Trái Đất được phát hiện ngày 4 tháng 11 năm 1988 bởi C. S. Shoemaker ở Đài thiên văn Palomar. Nó có đường kính 2.1 đến 4.7 km.